# Slopestyle
Slopestyle er en freestyle ski- og snowboard disciplin. Slopestyle går overordnet set ud på at køre gennem en bane, hvor man undervejs laver forskellige tricks på "rails" og "kickers". Konceptet eksisterer også indenfor mountainbike freestyle, men banen i skisport er forskellig.
Slopestyle er en af de mest populære discipliner ved Winter X Games og blev en olympisk disciplin ved vinter-OL 2014 i Sotji Rusland.

## Banens Opbygning
En typisk slopestyle bane er bygget op i to overordnede sektioner: "rails" og "kickers"
Rail-sektionen er den første del af banen og består af de såkaldte rails, der på dansk ville kunne oversættes med gelændere. Idéen at de skal minde om en forhindring som man ville kunne finde i det urbane miljø, der typisk er en trappe.
Der findes forskellige former for rails, på skemaet ses nogle eksempler.
Kicker-sektionen er den anden og sidste del af banen der typisk består af tre ramper af hårdt presset sne (is) − de såkaldte kickers. Den sidste af de tre er typisk den største og her laver snowboarderen eller skiløberen derfor det mest komplicerede trick i repertoiret, da formålet er at blive tildelt flest mulige point af konkurrencens dommere.
Ved større begivenheder er det ikke ualmindeligt at man bygger to kickers ved siden af hinanden således at der bliver 3×2 = 6 kickers i alt. Der vil da være forskel i kickerens højde, og den mindre kan derfor få navnet "girlfriend kicker".

## Olympiske mestre
|                   | 2014             | 2018           | 2022                 |
| ----------------- | ---------------- | -------------- | -------------------- |
| Snowboard Mænd    | Sage Kotsenburg  | Red Gerard     | Max Parrot           |
| Ski Mænd          | Joss Christensen | Øystein Bråten | Alex Hall            |
| Snowboard Kvinder | Jamie Anderson   | Jamie Anderson | Zoi Sadowski-Synnott |
| Ski Kvinder       | Dara Howell      | Sarah Höfflin  | Mathilde Gremaud     |